# Таларомицес ножковый
Таларо́мицес но́жковый (лат. Talarómyces stipitátus) — вид грибов-аскомицетов, относящийся к роду Таларомицес (Talaromyces). Бесполую стадию ранее включали в состав рода Пеницилл (Penicillium) как Penicíllium stipitatum (пеници́лл ножковый).

## Описание
Колонии на агаре Чапека шерстистые до пучковатых, оранжевые до красно-оранжевых. Реверс жёлтый до оранжево-красного. Клейстотеции жёлтые.
Колонии на CYA на 7-е сутки 3—4 см (3,5—4 см при 30 °C) в диаметре, с белым и ярко-жёлтым мицелием, обычно без конидиального спороношения. Реверс в центре коричневый до тёмно-коричневого, ближе к краю красновато-коричневато-оранжевый до светло-коричневого, в среду выделяется жёлтый или жёлто-оранжевый пигмент.
На агаре с солодовым экстрактом (MEA) колонии со светло-жёлтым и белым мицелием, шерстистые. Конидиальное спороношение часто отсутствует. Клейстотеции образуются, более обильные при 30 °C. Реверс коричневый в центре, ближе в краю коричневато-оранжевый.
На агаре с дрожжевым экстрактом и сахарозой (YES) колонии с ярко-жёлтым и белым мицелием, обычно без конидиального спороношения. Реверс коричневый до ярко-жёлтого по краю, выделяется жёлтый пигмент.
На овсяном агаре (OA) колонии на 7-е сутки 3—3,5 см в диаметре, с белым и едва желтоватым мицелием, обычно без конидиального спороношения, с коричневато-жёлтым реверсом, иногда выделяют в среду жёлтый пигмент. Образуются обильные клейстотеции.
Клейстотеции образуются на более бедных средах, кремовые до жёлтых, почти шаровидные, мягкие, 180—370 × 150—400 мкм. Аски 6—8,5 × 5—7 мкм. Аскоспоры уплощённо-эллипсоидальные, гладкостеные, с экваториальным гребнем, 3—5 × 2—3 мкм.
Конидиеносцы присутствуют изредка — двухъярусные и одноярусные кисточки 10—100 мкм длиной и 2—2,5 мкм толщиной, гладкостенные. Метулы по 2—5 в мутовке, расходящиеся, 11—16 мкм длиной. Фиалиды игловидные, по 2—6 в пучке, 12—15 × 2—3 мкм. Конидии эллипсоидальные до яйцевидных, 2—7,5 × 2—4 мкм.

### Отличия от близких видов
Определяется по гладким уплощённым аскоспорам с одиночным экваториальны гребнем. Колонии быстрорастущие на большинстве сред, конидиальное спороношение выражено не всегда.

## Экология и значение
Широко распространённый вид, встречающийся преимущественно в почве.

## Таксономия
Talaromyces stipitatus (Thom) C.R.Benj., Mycologia 47: 684 (1955). — Penicillium stipitatum Thom, Mycologia 27: 138 (1935).